# Schulzehof

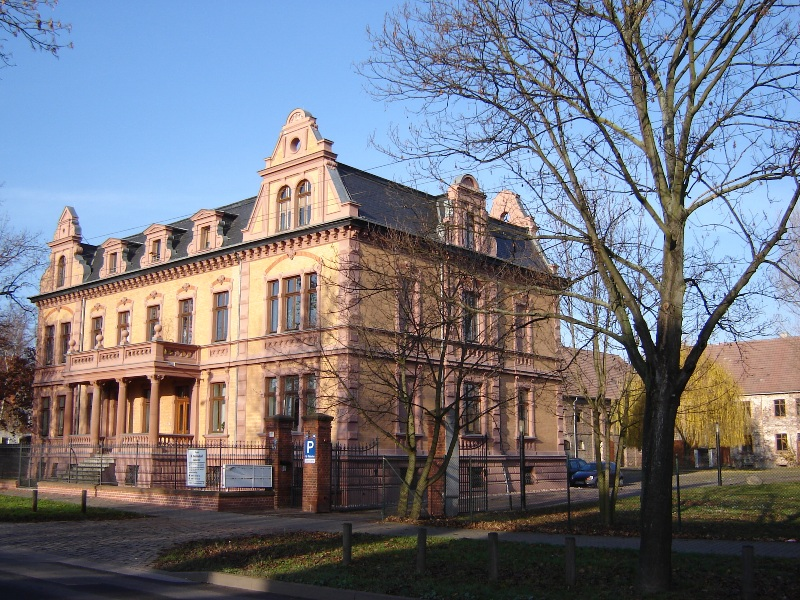
Schulzehof

Der Schulzehof ist ein denkmalgeschützter Bauernhof im Magdeburger Stadtteil Alt Olvenstedt.

## Lage
Der das Straßenbild prägende Hof befindet sich auf der Nordseite der Helmstedter Chaussee an der Adresse Helmstedter Chaussee 16. Im örtlichen Denkmalverzeichnis ist der Komplex als Bauernhof eingetragen. In der unmittelbaren Nachbarschaft befinden sich die gleichfalls denkmalgeschützten Häuser Helmstedter Straße 10 und Helmstedter Straße 17 die mit dem Schulzehof als ein Ensemble wahrgenommen werden.

## Architektur und Geschichte
Die straßenseitig befindliche zweigeschossige Villa wurde im Jahr 1894 vom Landbaumeister und Architekt W. Costenoble im Stil der Neorenaissance errichtet. Die aus Backstein gebaute Villa war Teil des Gutshofs des Landwirts Reinhold Schulze, von dem sich der Name des Hofs ableitet. Die Fassade des Hauses verfügt über acht Achsen, an den beiden Seiten befinden sich flache Risalite, auf denen sich mit Giebeln geschmückte Dacherker befinden. Während der linke Risalit zweiachsig ausgebildet ist, befinden sich im Rechten dreiachsige Fenstergruppen. Zwischen den Risaliten sind auf dem Dach drei kleine Dachhäuschen angeordnet. Mittig vor der Fassade steht eine kleine Säulenhalle, auf der ein Balkon ruht. Von der Säulenhalle führt eine Freitreppe zum Vorgarten des Hauses. Auf der Westseite ist ein Relief bemerkenswert. Es zeigt ein von zwei Putten getragenes Emblem, auf dem Geräte aus der Landwirtschaft abgebildet sind.
Zum Hof gehört auch ein aus Bruchsteinen errichteter, zweigeschossiger Wirtschaftsbau. Er ist mit einem Walmdach bedeckt.
Darüber hinaus besteht ein 1809 gebautes schlichtes Wohnhaus. Der zweigeschossige, sechsachsige Bau ist mit einem Satteldach bedeckt. Neben diesem Wohnhaus ist eine große Tordurchfahrt mit angrenzenden Resten einer Bruchsteinmauer erhalten. Bemerkenswert ist auch die historische Pflasterung des Hofs.
Die Villa gilt als sozialhistorisch bemerkenswertes Beispiel für den Beginn städtischer, großbürgerlicher Formen der Repräsentation im ländlichen Umfeld.